# اسپرس بیشه‌زاری
اسپرس بیشه‌زاری (نام علمی: Onobrychis transcaspica) نام یک گونه از سرده اسپرس است.